# Bartolomeo Chioccarello
Bartolomeo Chioccarello (Naples, 23 août 1575 - Naples, 1647), est un jurisconsulte et érudit italien.

## Biographie
Né en 1580, Bartolomeo Chioccarello rassemble un grand nombre d’ouvrages, tant imprimés que manuscrits, sur l'histoire de sa patrie, dont il fait une étude particulière, et en compose lui-même quelques-uns. Il meurt en 1647. Selon Niccolò Toppi, il ne faut point ranger cet écrivain dans la classe des compilateurs ordinaires [pourquoi ?]. Plusieurs autres critiques ont également porté sur lui un jugement avantageux [Lesquelles ?].

## Œuvres
- Antistitum præclarissimæ Neapolitanæ ecclesiæ catalogus, ab apostolorum temporibus ad annum MDCXLIII, Naples, typis Francisci Savij typographi Curiæ arch., 1643 (lire en ligne) ;
- De illustribus scriptoribus qui in civitate et regno Neapolis ab orbe condito ad annum usque MDCXXXXVI floruerunt, publié d’après le manuscrit de l’auteur, par Gian Vincenzo Meola, Naples, 1780-81, 2 vol. in-4° ; on y trouve une courte notice sur la vie de l’auteur.